# Giacomo Merizzi
Giacomo Merizzi (Tirano, 15 agosto 1834 – Tirano, 22 marzo 1916) è stato un arcivescovo cattolico italiano.

## Biografia
Già vicario capitolare della diocesi di Como, il 14 dicembre 1891 venne eletto vescovo di Vigevano.
Nella diocesi che si avviava allo sviluppo industriale, promosse gli oratori festivi, mentre il canonico Carlo Clerici istituì il collegio convitto Leone XIII. Si occupò particolarmente del seminario, riformandone gli studi e incrementandone la biblioteca. Diede anche impulso alla commissione per la musica sacra. Favorì le iniziative caritative dei parroci della diocesi, che in quegli anni fondarono numerosi istituti d'assistenza. Si dedicò con impegno alle visite pastorali.
Nel 1898 ottenne di essere sollevato dalla responsabilità della diocesi e si ritirò a Tirano per motivi di salute.
Il 28 novembre 1898 venne nominato arcivescovo titolare di Ancira e, il 21 agosto 1902, arcivescovo titolare di Mocisso.

## Genealogia episcopale
La genealogia episcopale è:
- Cardinale Scipione Rebiba
- Cardinale Giulio Antonio Santori
- Cardinale Girolamo Bernerio, O.P.
- Arcivescovo Galeazzo Sanvitale
- Cardinale Ludovico Ludovisi
- Cardinale Luigi Caetani
- Cardinale Ulderico Carpegna
- Cardinale Paluzzo Paluzzi Altieri degli Albertoni
- Papa Benedetto XIII
- Papa Benedetto XIV
- Papa Clemente XIII
- Cardinale Marcantonio Colonna
- Cardinale Giacinto Sigismondo Gerdil, B.
- Cardinale Giulio Maria della Somaglia
- Cardinale Carlo Odescalchi, S.I.
- Cardinale Costantino Patrizi Naro
- Cardinale Lucido Maria Parocchi
- Arcivescovo Giacomo Merizzi